# Acolutha bicristipennis
Acolutha bicristipennis är en fjärilsart som beskrevs av Louis Beethoven Prout 1931. Acolutha bicristipennis ingår i släktet Acolutha och familjen mätare. Inga underarter finns listade i Catalogue of Life.